# Одешть
Одешть, Одешті (рум. Odești) — село у повіті Марамуреш в Румунії. Входить до складу комуни Бесешть.
Село розташоване на відстані 413 км на північний захід від Бухареста, 40 км на південний захід від Бая-Маре, 90 км на північний захід від Клуж-Напоки.

## Населення
За даними перепису населення 2002 року у селі проживали 506 осіб. Усі жителі села рідною мовою назвали румунську.
Національний склад населення села:
| Національність | Кількість осіб | Відсоток |
| -------------- | -------------- | -------- |
| румуни         | 487            | 96,2%    |
| цигани         | 19             | 3,8%     |